# Qorlortorsuaq
Qorlortorsuaq [ˌqɔɬːɔˈtːɔsːuɑq] (nach alter Rechtschreibung K'ordlortorssuaĸ) ist eine grönländische Schäfersiedlung im Distrikt Nanortalik in der Kommune Kujalleq.

## Lage
Qorlortorsuaq liegt am Ende des Fjords Amitsuarsuk und auf einer Ebene zwischen den beiden Seen Qorlortorsuup Tasia im Norden und Amitsuarsuup Tasia im Süden. Die nächsten Orte sind Qallimiut 13 km entfernt an der Mündung des Fjords in den Qallimiut Imaat und 10 bis 13 km entfernt Igaliku Kujalleq im Norden. Der nächste größere Ort ist Ammassivik, das 21 km südwestlich liegt.

## Geschichte
Qorlortorsuaq ist eine der zahlreichen Schäfersiedlungen in der Kommune. 2003 begann am namensgebenden landesgrößten Wasserfall im Ort, der den Qorlortorsuup Tasia über den Fluss Amitsuarsuup Kuua in den Amitsuarsuup Tasia entwässert, der Bau eines Wasserfallkraftwerks, der 2007 abgeschlossen wurde. Das Kraftwerk versorgt die beiden Städte Qaqortoq und Narsaq mit Strom, wobei eine 70 km lange Stromleitung dorthin führt. Zwei Francisturbinen produzieren jährlich 27 GWh Energie für die etwa 4400 Bewohner der beiden Städte.

## Bevölkerungsentwicklung
Die Bevölkerungszahl von Qorlortorsuaq schwankte in den letzten 40 Jahren zwischen einem und dreizehn Einwohnern mit Hochphasen zu Beginn der 1990er Jahre und um 2010.